# Salt de l'Aigua
El Salt de l'Aigua és un indret del terme municipal de la Torre de Cabdella, dins del seu terme primigeni, al Pallars Jussà.
Està situat en la confluència de dos barrancs de muntanya, el barranc del Salt de l'Aigua, que en pren el nom, i el seu afluent, el barranc de l'Orri. Just en aquest lloc, en el moment que els dos barrancs porten aigua, es produeix un salt d'aigua que dona nom al lloc. El barranc del Salt de l'Aigua aflueix en el barranc de les Forques més avall del Salt de l'Aigua. El lloc on es troba aquest salt d'aigua és en el contrafort sud-oriental del Tossal d'Astell.